# Tournous-Devant
Tournous-Devant är en kommun i departementet Hautes-Pyrénées i regionen Occitanien i sydvästra Frankrike. Kommunen ligger i kantonen Galan som tillhör arrondissementet Tarbes. År 2022 hade Tournous-Devant 83 invånare.

## Befolkningsutveckling
Antalet invånare i kommunen Tournous-Devant
| Referens: INSEE |